# Christian Franz von Hacke

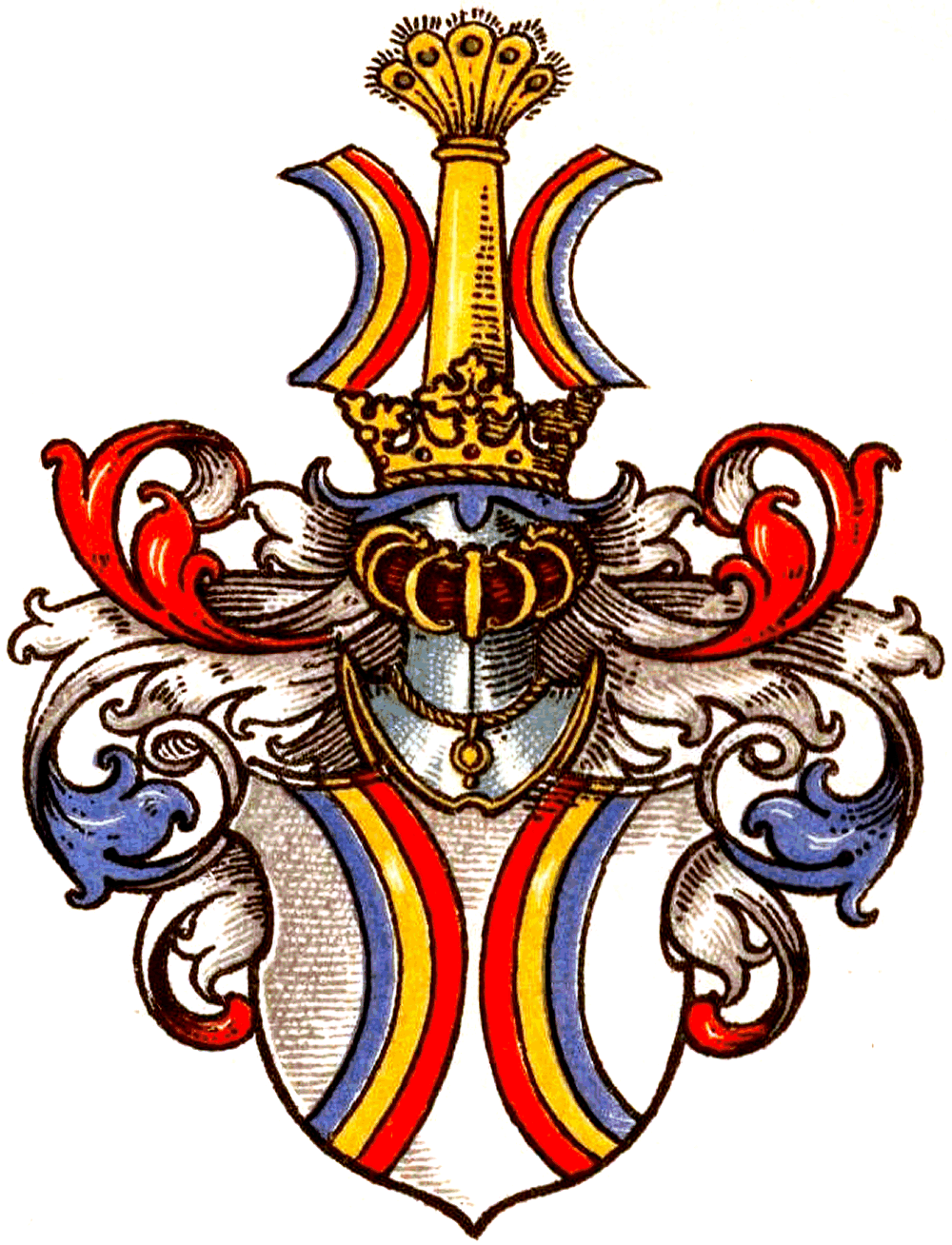
Familienwappen der kurpfälzischen Freiherrn von Hacke

Christian Franz von Hacke (* 13. Dezember 1731; † 6. Januar 1807 in Bruchsal) war ein Freiherr, Domkapitular in Speyer und Chorbischof im Erzbistum Trier.

## Herkunft und Familie
Er wurde geboren als eines von 18 Kindern des Freiherrn Ludwig Anton von Hacke (1682–1752) – kurpfälzer Oberstjäger- bzw. Oberstforstmeister sowie  Inhaber der eigenständigen Herrschaft Trippstadt – und seiner Gattin Maria Anna Theodora Regina von Wachtendonk, Tochter des Alzeyer Oberamtmannes Hermann Adrian von Wachtendonk (1666–1702) und Schwester des einflussreichen kurpfälzischen Ministers Hermann Arnold von Wachtendonk-Germenseel (1694–1768). 
Sein Bruder Franz Karl Ludwig Wilhelm von Hacke amtierte ab 1756 als bevollmächtigter Minister bzw. Gesandter der Kurpfalz am Wiener Hof und ertrank am 4. September 1757, bei einem Schiffsunglück, auf der Donau bei Kelheim.
Infolge des frühen Unfalltodes von Franz Karl Ludwig Wilhelm trat der jüngere Bruder Franz Karl Joseph von Hacke (1727–1780) in die Dienststellungen seines Vaters ein, wurde Landesherr in Trippstadt und erbaute das dortige Schloss. Er war mit Amöna Marie Charlotte Juliane Sturmfeder von Oppenweiler verheiratet, Tochter des Dirmsteiner Ortsadeligen Marsilius Franz Sturmfeder von Oppenweiler.
Die Schwester Antoinette von Hacke (1736–1778) ehelichte 1759 den kurpfälzischen Finanzminister Franz Karl Joseph Anton von Hompesch zu Bolheim (1735–1800), Bruder des Malteser Großmeisters Ferdinand von Hompesch zu Bolheim (1744–1805). Über ihre Tochter Elisabeth Auguste von Hompesch zu Bolheim, die den Grafen Carl-Wilhelm Franz-Xaver von Spee (1758–1810) heiratete, sind sie die Ur-Urgroßeltern des in der neueren deutschen Geschichte bekannt gewordenen Admirals Graf Maximilian von Spee, der 1914 mit seinen beiden Söhnen im Seegefecht bei den Falklandinseln umkam.
Maria Charlotte Amalia, eine andere Schwester, heiratete Joseph Karl Ferdinand Friedrich Franz Anton von Sickingen (1708–1787), Sohn des Kurpfälzer Ministers und Obristkämmerers Johann Ferdinand von Sickingen (1664–1719).

## Leben und Wirken

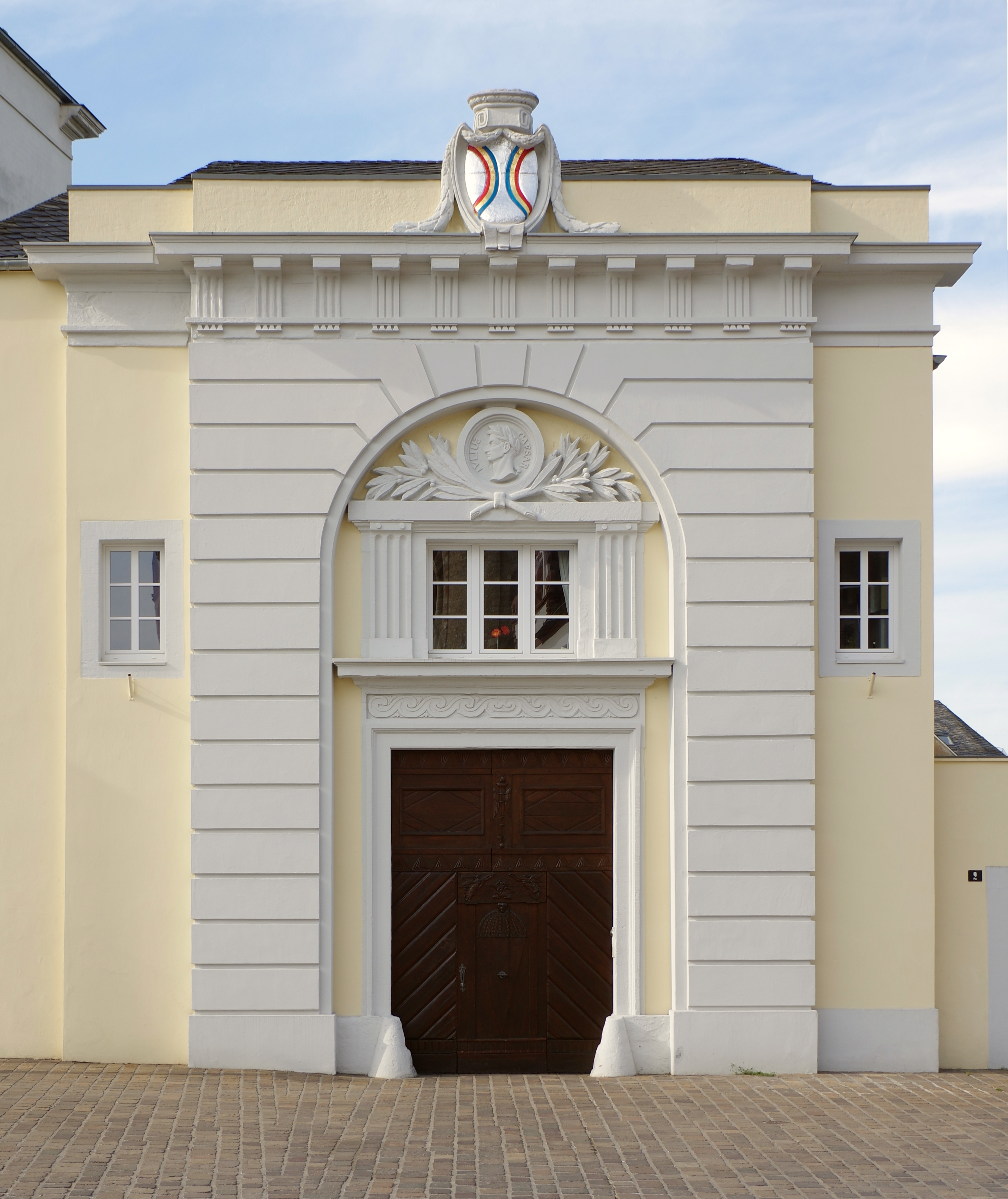
Torhaus der Philippskurie Trier, mit Wappen des Chorbischofs von Hacke

Christian Franz von Hacke wurde katholischer Geistlicher, 1742 Domicellar in Trier und erhielt 1754 ein durch den Tod des Würzburger Bischofs Karl Philipp von Greiffenclau zu Vollrads erledigtes Kanonikat am Speyerer Dom. Hier bekleidete er in der Folge auch das Amt des Domkantors und Propstes des Stiftes St. German und Moritz. Der Domherr gehörte in Speyer auch zum Freundeskreis der Schriftstellerin Sophie von La Roche und war eng befreundet mit Domkapitular Joseph Anton Siegmund von Beroldingen, einem Bekannten Johann Wolfgang von Goethes.
Im Trierer Sprengel war von Hacke bereits 1747 Domicellar und stieg 1771 zum Domkapitular, 1774 zum Domscholaster auf. 1775 wurde er Archidiakon von St. Agatha in Longuyon mit dem Ehrentitel eines Chorbischofs (ohne Bischofsweihe), 1777 Stiftspropst, Archidiakon und Chorbischof in Karden. Ab 1792 amtierte er als letzter Stiftspropst von St. Lubentius in Dietkirchen und Ober-Chorbischof des Erzbistums Trier. Neben seinen geistlichen Tätigkeiten war er lange Zeit Kurtrierer Amtmann in Welschbillig und trug den Titel eines Geheimen Rates. 1790 begleitete Christian Franz von Hacke den Trierer Kurfürsten Clemens Wenzeslaus von Sachsen zur Wahl und Krönung von Kaiser Leopold II. nach Frankfurt. Am Trierer Domfreihof ließ der Chorbischof den mit seinem Wappen geschmückten Torbau der Philippskurie errichten. In dem zugehörigen Gebäude hatte er seit 1785 sein Domizil. Als Goethe im Oktober 1792 zum zweiten Mal nach Trier kam, war Hacke der einzige hohe Geistliche der noch nicht geflohen war. Goethe verkehrte mit ihm und an der Philippskurie befindet sich seit 1899 eine Gedenktafel, die festhält, dass der Dichter sogar bei ihm gewohnt habe.
Infolge der Kriegsereignisse und des Einfalls der französischen Revolutionsarmee in die linksrheinischen Gebiete ging von Hacke um 1793 dauerhaft nach Speyer, wo er sich aufgrund seiner dortigen Ämter schon zuvor oft aufgehalten hatte. Als die Franzosen auch hierher kamen, übersiedelte er mit dem restlichen Speyerer Domkapitel ins rechtsrheinische Bruchsal. Der im September 1792 geflohene Fürstbischof August von Limburg-Stirum ernannte Hacke und dessen Freund Beroldingen zu seinen Statthaltern.
Da das linksrheinische Territorium – mit Trier und Speyer – ab 1797 dauerhaft an Frankreich fiel, blieb Christian Franz von Hacke in Bruchsal, wo das alte Fürstbistum Speyer, als Rumpfdiözese (ohne seine linksrheinischen Gebiete), unter der Bezeichnung „Vikariat Bruchsal“ weiterexistierte, territorial aber 1803 im Großherzogtum Baden aufging. Demzufolge führt ihn der Badische Hof- und Staatskalender von 1805 als Pensionär dieses Landes auf. 1802 wird Hacke auch als Propst der Speyerer Stuhlbruderschaft genannt. In Bruchsal starb er am 6. Januar 1807, als letzter Ober-Chorbischof des damals schon nicht mehr bestehenden Erzbistums Trier.
Christian Franz von Hacke war 1784 der Taufpate des Schriftstellers Christian Brentano, eines Enkels seiner Bekannten Sophie von La Roche.